# Merei
Merei ist eine rumänische Großgemeinde, die westlich der Kreishauptstadt Buzău im gleichnamigen Kreis am Fuße des Hügels Dealu Mare liegt.
In der Gemeinde findet man hervorragende Boden- und Klimaverhältnisse für den Weinbau. Weiterhin eignen sich die landwirtschaftlichen Flächen auch hervorragend für den Gemüseanbau. Im Gemeindegebiet befindet sich auch das bekannte Heilbad im eingemeindeten Dorf Sărata-Monteoru. Ursprünglich hatte man nach Erdöl gebohrt und stieß schließlich auf die Heilquelle.

## Ölbergwerk von Sărata-Monteoru
Das Ölbergwerk von Sărata-Monteoru bei Buzău in Rumänien wurde in zwei Etappen gebaut, beginnend 1925–1948 mit der Vertiefung der Schächte Puit 42 und Puit 50 auf etwa 230 m Tiefe und dem Graben eines Stollenkomplexes am „Horizont +44 m“, von dem 85 Horizontalbohrungen und 16 Abwärtsbohrungen niedergebracht wurden. Der Transport des Materials erfolgte in den Stollen mit Waggons von etwa 0,3 m³ Inhalt auf Decauville-Gleisen mit einer Spurweite von 500 mm, über Schächte mit Aufzügen. Am Schacht 42 war seit der Eröffnung der Südbaustelle die alte Dampfwinde mit Holzbechern in Betrieb, da der Materialtransport zum Hauptschacht von hier aus wegen der Neigung des Stollens schwierig war. Eine 65 PS starke elektrische Winde bediente den Hauptförderschacht Nr. 50.
Die zweite Phase (1979–1994) bestand in der Vertiefung des Förderschachts Puit 50 auf 307 m Tiefe und in der Eröffnung des zweiten Horizonts des Bergwerks Horizont −25 m, der als Versuchsbereich für die Forschung vor Ort gedacht war und die neuen Technologien beinhaltete, die für die Umsetzung der Methoden zur Ausbeutung der Erdölvorkommen in einer Tiefe von maximal 500 m erforderlich sind.
Seit 2004 ist das Ölbergwerk Sărata Monteoru Eigentum von OMV Petrom. Aufgrund des relativ guten Zustandes der Grubenbaue, die sich in den Horizonten +44 m und −25 m befinden, hat das Unternehmen beschlossen, die Ausbeutung dieses Erdölfeldes fortzusetzen. In Anbetracht der weltweiten Einzigartigkeit dieses Ölbergwerks wäre es für die künftige Erhaltung der dieser Mine wünschenswert, sie in das UNESCO-Welterbe aufzunehmen.